# Ipomoea nationis
Ipomoea nationis ist eine Pflanzenart aus der Gattung der Prunkwinden (Ipomoea) aus der Familie der Windengewächse (Convolvulaceae). Die Art ist in Peru verbreitet.

## Beschreibung
Ipomoea nationis ist eine knollenbildende Prunkwinde. Ihre Stängel sind gelegentlich an der Basis weichborstig behaart, ansonsten ist die Pflanze überwiegend unbehaart. Die Stängel können stark verlängert sein. Die Blattstiele der Laubblätter sind 5 bis 10 cm lang, die Blattspreiten sind häutig, herzförmig, zugespitzt, nahezu ganzrandig und 8 bis 12 cm lang. Die Bögen der Blattbasis sind tief aber auch breit.
Die Blütenstände sind meist dreiblütig, die Blütenstandsstiele sind deutlich länger als die Laubblätter. Die Blütenstiele sind verdickt, leicht drüsig und 1 bis 2,5 cm lang. Die Kelchblätter sind eiförmig, zugespitzt und stachelspitzig; sie erreichen eine Länge von etwa 12 mm. Die Krone ist stieltellerförmig, die Kronröhre ist zylindrisch und 5 bis 7 cm lang, grünlich oder gelb gefärbt und fein behaart. Der Kronsaum steht horizontal ab, hat einen Durchmesser von 5 cm und ist leuchten orange-scharlachrot gefärbt. Die nahezu runden Kronlappen sind jeweils durch die Mittelfalte stachelspitzig besetzt. Die Staubblätter stehen deutlich über die Krone hinaus, der Griffel jedoch nur leicht. Die Narbe ist zweikugelig.
Die Früchte sind kugelige, vierkammerige Kapselfrüchte, an denen die beständigen Kelchblätter eng anliegen.

## Verbreitung
Die Art ist in Peru nahe Lima verbreitet und wird dort auch kultiviert.